# Koronis (córka Flegiasa)
Koronis (gr. Κορωνίς Korōnís, łac. Coronis) – w mitologii greckiej królewna Lapitów.
Uchodziła za córkę Flegiasa. Z Apollinem, który był jej kochankiem, miała syna Asklepiosa. Zmarła od strzał Artemidy, gdy ta dowiedziała się o jej małżeństwie z Ischysem, synem Elatosa. Pogrążony w żałobie Apollo wyrwał swego syna Asklepiosa z łona Koronis i wyprawił jej pogrzeb.